# 163번가-암스테르담 애비뉴역
163번가-암스테르담 애비뉴(163rd Street–Amsterdam Avenue)역은 맨해튼 워싱턴 하이츠에 위치한 뉴욕 지하철 IND 8번로선의 역이다. 암스테르담 애비뉴와 세인트 니콜라스 애비뉴의 교차로에 있다. 야간에는 A 열차가, 그 외의 전시간은 C 열차가 운행한다.

## 역사
이 역은 1932년 9월 10일 시에서 운영하는 인디펜던트 서브웨이 시스템(IND)의 초기 구간인 8번로선의 일부로 챔버스 스트리트와 207번가 사이에 개업했다. 전체 노선의 건설 비용으로 1억9,120만 달러가 들었다. IRT 브로드웨이-7번로선이 이미 워싱턴 하이츠까지 운행했지만, 세인트니콜라스 애비뉴를 경유하는 새로운 8번로 지하철은 이미 워싱턴 하이츠까지 운행했다.
2015-2019 MTA Capital Plan에 따라, 이 역은 역 개선계획의 일환으로 전면적인 개편을 거쳤으며, 몇 달 동안 완전히 폐쇄되었다. 업데이트에는 셀룰러 서비스, Wi-Fi, USB 충전소, 양방향 서비스 권고 및 지도가 포함되었다. 2017년 6월 1일, 72번가역, 86번가역, 캐시드럴 파크웨이-110번가, 163번가-암스테르담 애비뉴역에 대한 제안 요청이 접수되었으며, 뉴욕시 대중교통·버스 위원회는 MTA 이사회가 2017년 10월에 ECCO III 엔터프라이즈에 1억 1천1백만 달러의 계약을 승인해야 한다고 공식적으로 권고했다. 보수공사의 일환으로 2018년 3월 12일 폐역되었다가 9월 27일 재개업하였다.

## 역 구조
| G         | 거리층        | 출구                                                                  |
| B1        | 대합실        | 운임 구역, 역무실                                                     |
| B2 승강장 | 상대식 승강장 | 상대식 승강장                                                         |
| B2 승강장 | 북행 완행     | ← 168번가 방면 (시·종착역) ← 심야 207번가 방면 (168번가)              |
| B2 승강장 | 남행 완행     | → 유클리드 애비뉴 방면 (155번가) → → 심야 파 락어웨이 방면 155번가) → |
| B2 승강장 | 상대식 승강장 |                                                                       |
| B3        | 북행 급행     | ← 무정차 통과                                                         |
| B3        | 남행 급행     | → 무정차 통과 →                                                       |

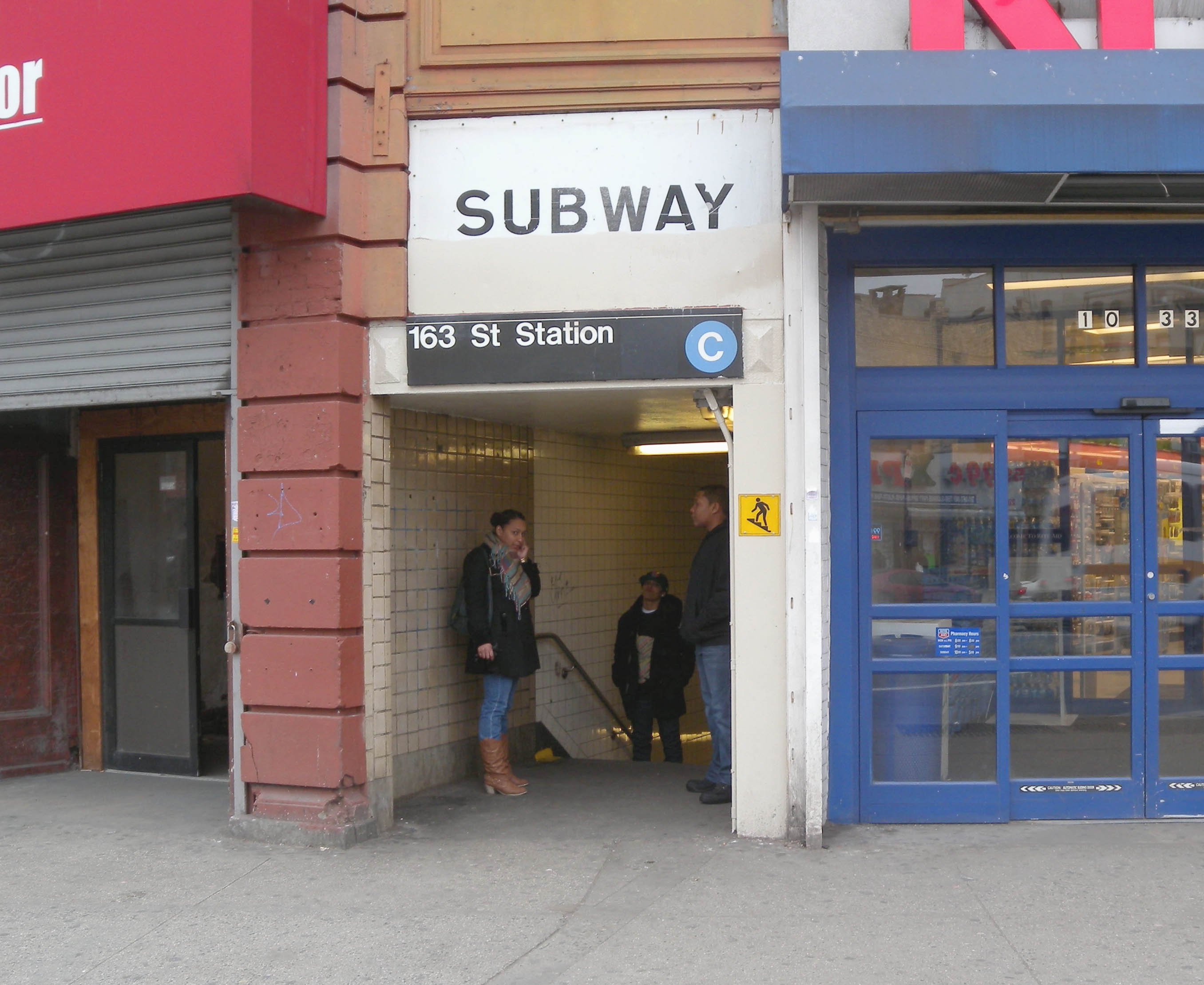
162번가역 출구

이 지하역에는 2개의 완행 선로와 2개의 상대식 승강장이 있다. A열차가 낮 시간대에 사용하는 두 개의 급행 선로는 역 아래에 운행되며 승강장에서 보이지 않다. 북쪽으로, 상층 완행 선로는 168번가의 중앙 선로가 되어 C 열차가 그곳에서 종착하는 반면, 하층 급행 선로는 외부 선로가 되어 207번가를 향해 계속 이어진다.
두 승강장 모두 흰색 산세리프 문자에서 두 줄로 "163RD STREET - AMSTERDAM AVE."라고 쓰여진 모자이크식 역명판이 있다. 배경은 노란색 바탕에 검은색 테두리가 있다. 작은 검은색 "163"과 흰색 문자의 방향 표지판은 일정한 간격으로 배치되지만 양 승강장에는 트림 라인이 없다. 회색(기존에는 노란색) I-빔 기둥은 양 승강장을 따라 달리며, 검은 배경에 흰색 문자로 된 표준 역명판이 번갈아 있다.
이 역은 승강장 위의 I-빔 기둥에 의해 지탱되는 전체 길이 대합실을 가지고 있지만, 남쪽 절반만 개방되었다. 개방된 남쪽 절반에는 각 승강장에서 3개의 계단이 있으며, 검은색 I-빔과 승강장 중앙 또는 남쪽 끝으로 이어지는 2개의 개찰구 뱅크가 있다. 폐쇄된 북쪽 절반은 벽으로 둘러싸여 있고 원래의 노란색 I-빔을 유지하고 있다. 승강장에서 이 부분까지 이어지는 계단은 제거되었다.
역의 개축 이전에, 개방된 남쪽 절반은 두 개의 검은 철제 울타리에 의해 세 개의 구역으로 나뉘었고, 방향간 무료 환승은 불가능했다. 운임 구역 밖에는 토큰 부스가 있다. 폐쇄된 북반부는 문이 닫혀 중앙의 운임 구역으로 통하는 출구 전용 개찰구와 각 승강장에서 3개의 문있는 계단이 있었다.
이 역의 2018년 작품은 피렐레이 바에스의 Ciguapa Antellana, me llamo sueño de la madrugada. (who more sci-fi than us) 유리 모자이크이다.  이 예술품은 대합실에 두 점, 그리고 각 승강장에 한 점씩, 총 네 점으로 구성되어 있다. 이 모자이크에는 나뭇잎과 덩굴 외에 바에스의 카리브해 조상을 연상시키는 상징이 포함되어 있다.

### 출구
대합실 남쪽 절반에는 세 개의 출구가 있다.
- 161번가와 암스테르담 애비뉴(Amsterdam Avenue)의 남동쪽 모퉁이에 있는 계단 하나.
- 161번가와 세인트니콜라스 애비뉴(St. Nicholas Avenue)의 북동쪽 모퉁이에 있는 계단 하나.
- 1033 세인트 니콜라스 애비뉴(162번가 및 암스테르담 애비뉴의 서쪽 모퉁이) 안에 세워진 계단 하나, 현재 리트 에이드 약국이다.[17]

폐쇄된 북쪽 반쪽에는 163번가로 통하는 세 개의 출구가 있었다. 개조공사로 인한 잔해물을 배출하는 구역으로 일시적으로 개방된 출구 하나는 남동쪽 모퉁이로 향해있다. 나머지 두 개는 남서쪽 모퉁이에서 봉인된 채로 있다.